# Genaside II
Genaside II — британская электронная группа 1990-х- начала 2000-х. Их музыка начавшаяся как рейв, со временем переросла в джангл, брейкбит и биг-бит. В состав группы входили Kao Bonez (aka Kris Ogden), Chilly Phatz (aka Paul Hamilton), Charlie Meatz и Killerman Archer.
С самого начала группа отличалась более тяжёлыми бит-партиями (Death Of The Kamikazee (Eye Left My Wallet In Brixton Kentucky Mix). В 1991 году выходит эпохальный сингл группы — Narra Mine / Sirens Of Acre Lane, после которого группа получила всеобщее признание в Англии. В 1992 году Genaside 2 делают ремикс на полюбившийся уже на всех рэйв-вечеринках Англии трек от The Prodigy — Jericho. В 1996 году выходит первый альбом группы New Life 4 The Hunted, включающий в себя смесь брейкбит, джангла и биг-бит, имеющим большой успех у таких групп как The Prodigy, Fat Boy Slim. После, в 1997 году выходит сингл Mr. Maniac. В этом же году группа едет в Москву на фестиваль Billboard, где выступает на разогреве у The Prodigy. В 1999 году выходит альбом Ad Finite. В 2002-ом году выходит альбом Return Of The Redline Evangelist, включающий в себя совершенно новые композиции в стилях джангл и драм-н-бейс. Группа тесно сотрудничала с Wu-Tang Clan.

## Альбомы
- New Life 4 The Hunted (1996)
- Ad Finité (1999)
- Return Of The Redline Evangelist (2002)